# 스타크래프트의 세계관
스타크래프트의 세계관은 게임 《스타크래프트》에 혹은 스타크래프트 관련 서적의 허구적인 우주관에 등장하는 행성들의 목록으로 언급된 행성들은 《스타크래프트》우주관에서 전쟁 장소든, 배후에 이야기되든 한 번 이상 언급이 된 존재들이다. 여기에 나오는 행성들은 대부분 스타워즈에 등장하는 행성을 모델로 하고 있다. 이 행성들은 모두 코프룰루 구역에 있다.

## 코프룰루 구역
코프룰루 구역은 원래 프로토스 지배하에 있는 곳이었다. 이곳에 UED에서 추방된 테란이 살게 되고, 저그가 이곳을 침략한다.

### 네마카
테란 자치령의 작은 행성으로 한때 인류가 거주했으나 유성때문에 파괴당했고 이후 조사를 통해 그곳에서 옛 고대 유물들과 광물이 발견된다.
테란 자치령의 후계자 발레리안 멩스크가 뫼비우스 재단, 야곱 랜지 박사와 함께 그곳을 발굴해 신전 내부 코어를 열고 프로토스 유물을 이용해 짐 레이너와 함께 차 행성의 저그 대다수를 제거하고 감염된 케리건을 인간으로 되돌린다.

### 다크 문
프로토스 함대가 오메가 전투에서 패한 후, 제라툴이 패잔병들을 찾기 위하여 사이오닉 신호를 찾던 도중 세미르 듀란(duran→narud 나루드)의 비밀 실험(프로토스와 저그의 혼종)을 발견하게 된 행성이다. 스타크래프트 II는 초월체의 예언 장면 임무에서 다시 나오는데, 이때는 케리건이 죽은 미래이며 이 행성은 프로토스 최후의 생존자들이 혼종의 지배를 받는 저그들에 맞서 최후의 전투를 벌이는 행성으로 나온다.

### 다일라 조선소
다일라(Dylar) 조선소는 테란 자치령 소속의 조선소로 UED는 정박하고 있던 다수의 전투 순양함을 노획하는데 성공한다. 이 소식을 들은 에드먼드 듀크 장군이 함대를 이끌고 출격하지만 패배했으며 그 뒤 UED는 이곳을 파괴하고 주둔하고 있던 병력을 흡수한다.
이 조선소는 스타워즈 EU의 슬루이스 반 행성에 있는 신 공화국 최대의 조선소를 모델로 가상된 것이며, UED가 전투 순양함을 노획하는 줄거리 또한 스타워즈의 쓰론 제독이 조선소에서 다수의 함선을 탈취하려는 계획과 유사하다.

### 마 사라
- 인구: 테란 인구 8만 명 이상, 미확인 저그 개체
- 점령 세력: 테란 자치령
- 직경/중력: 9265 km, 1.09 표준치
- 자전축 기울기/기후: 13.5 도, 섭씨 +/- 34, 습도 매우 낮음
- 지형/주요 정착지: 소규모 먼지 바다 18개, 돌출 지대 18 곳(화산 지대 17곳), 주요 정착지 12곳(파괴됨), 광물 채집소 86기, 정제소 12기
- 위성: 피라무스, 티스베(잿빛, 중간 크기, 직경 2000km이상)
- 주요 지형 구분: 황야/산지/사막
- 주요 생명체: 인간, 켈모리안 조합/테란 자치령
- 토착 생명체: 없음/저그 감염(소규모)
- 수입품: 채굴 장비, 노동 인력, 음식, 물
- 수출품: 정제된 광물 추출물, 천연 상태의 광물, 베스핀 가스, 테라진 가스, 폐품

제임스(짐) 유진 레이너와 그 휘하 군대(레이너 특공대)가 주둔하고 있는 행성으로 옛 테란 연방의 핵심 식민지였으며 거주하는 테란 인구는 약 8만 명이며, 소규모의 저그 감염이 발생해있다.
구 테란 연방과 코랄의 후예들(현 테란 자치령)이 전쟁을 벌이고 있을 때 초월체가 테란을 침공하면서 마 사라에도 저그 감염이 발생했다. 그리하여 테사더가 이끄는 프로토스 함대가 행성 정화 임무를 맡게 되어 마 사라에 주거하고 있는 시민들이 위험에 빠지게 되자 '코랄의 후예들'의 지도자인 '아크튜러스 멩스크'가 시민들을 행성에서 탈출시킨다.
값비싼 광물 등의 자원이 풍부하지만, 땅의 대부분이 불모지이거나 사막 또는 산악 지방이라 농사가 불가능해서 식품과 식수는 대부분 수입에 의존하고 있다.

### 모리아
- 인구: 테란 인구 41억 명 이상
- 점령 세력: 켈 모리안 연합
- 직경/중력: 13528km, 1.16 표준치
- 자전축 기울기/기후: 2.4도, 섭씨 +/- 32도, 습도 매우 낮음
- 지형/주요 정착지: 주

이 행성은 마 사카이가 지휘하는 켈-모리안 연합의 중심 행성으로 광물자원이 많다. 코프룰루 지역을 지나는 4대의 이민선 중 하나인 아르고가 모리아에 착륙하면서 테란이 거주하기 시작했다.
이후 60년 동안의 개발을 통해 켈-모리안 연합이 성립되었고 한때 테란 연방과 전쟁(길드 전쟁)을 벌였다. 멩스크와도 전투를 벌였으나 테란 자치령이 성립되자 동참하게 된다. 테란 자치령이 UED와 전쟁을 벌일 때 그 과정을 지켜보다가 케리건과 페닉스가 이끄는 저그의 침략을 받게 되어 수많은 자원이 약탈당하고 방어 시설 일부와 수많은 군사, 제조 시설들이 파괴당했다.
이후 켈-모리안 연합을 모리아의 지배권을 유지하고 상업 제국을 세우는 데 힘을 기울였고 현재 인구는 41억 명이다.
광산 행성이니만큼 지하자원이 풍부하지만, 땅이 척박하고 식량 생산에 필수인 농지가 희귀해서 식량, 식수, 약품 등의 생필품들은 수입에 의존하고 있다.

### 베카 로
베카 베카 로 전투가 일어났는데 베카 로의 젤나가 사원 근처를 돌아다니던 농부 두 명 중 한 명이 스캔 당하듯 푸른빛을 내더니 사원 안으로 빨려 들어갔고, 그 즉시 저그와 프로토스가 사이오닉 동요를 일으켰다.
케리건이 초월체에 죽음 이후, 테란의 비스마르크호와 나폴레옹호가 스테이시스 필드와 정찰기의 반물질 미사일에 의해 우주폐기물로 전락해 버리는 등 혼란스러운 사태가 일어났다.
에드먼드 듀크 장군은 맥그리버 골딩이라는 유령요원을 파견하여 핵미사일 3발을 발사하였으나, 핵미사일 모두 사원 안으로 빨려 들어갔고, 이는 사원 안의 고치 속 생물을 각성시키는데 충분한 에너지가 되었다. 고치 속에서 튀어나온 이 생명체는 사원 밖으로 빠져나왔으며, 순식간에 저그와 프로토스를 모두 빨아들였다.
테란은 당황하며 그 에너지 생명체에게 야마토포를 난사하였으나, 그것들마저 스캔한 데다가 남은 전투 순양함들 모두 흡수하였고, 테란 인들만 내뱉고는 베카로 행성을 빠져나갔다. 에드먼드 듀크는 구조되기까지 반년 동안 베카로 주민들의 농사일을 거들어야 했다.
이 행성은 스타워즈의 타투인 행성을 모델로 가상된 것이다.

### 브락시스
- 인구: 테란 인구 2만 4천 명 이상
- 점령 세력: 테란 자치령
- 직경/중력: 9480km, 0.82 표준치
- 자전축 기울기/기후: 24.3도, 섭씨 +/- -60도, 습도 매우 낮음
- 지형/주요 정착지: 대륙 빙하 3개, 산맥 43개(화산 4개), 바다 4개(결빙 3곳), 주요 테란 정착지 1곳, 소규모 테란 정착지 3곳, 소규모 프로토스 정착지 10곳(파괴됨), 고대 프로토스 사원 2곳(파괴됨)
- 위성: 에디스(암회색, 중간 크기, 직경 2000km 이상)
- 주요 지형 구분: 얼음
- 주요 생명체: 테란 – 테란 자치령
- 토착 생명체: 우르사돈(재도입종)
- 수입품: 음식, 군사 장비, 인력
- 수출품: 정제 광물, 베스핀 가스

브락시스(Braxis)는 코프룰루 구역 가장자리에 위치한 눈과 얼음의 행성이다. 스타크래프트 원본 시나리오에서는 키라도르(Khyrador)라는 이름의 프로토스 식민지로 등장하며, 우라즈 크리스탈을 포함한 다수의 프로토스 구조물이 건조되어 있었다.
암흑 기사단과의 암투가 확대됨과 동시에 정체불명의 초감각적 돌풍이 프로토스에 몰아닥쳐 프로토스는 행성과 행성에 안치된 보물들을 포기해야 했다. 이후, 이 행성은 테란 자치령의 식민지가 되었고 그 뒤, UED가 자치령 군대를 몰아내고 이 행성을 점령하였다. UED의 부제독 알렉세이 스투코프는 몰래 타소니스에 있던 정신파 교란기를 이 행성에 설치하였다.
참고로 스타크래프트 64의 비공식 확장 미션 ‘부활 IV’(Resurrection IV)에서는 이곳이 셰자르의 주둔 행성으로 나오며, 짐 레이너와 탈다린은 감염된 스투코프를 구출하게 된다. 그 다음엔 프로토스 함대가 이 행성을 포격하였고, 결국 이 행성은 동식물도 살 수 없는 황량하고 추운 행성으로 바뀌게 된다.
현재 2만 5,000명의 테란 인구와 UED 패잔병들이 상주하고 있으며 테란 자치령이 다시 돌아와 요새를 재건했다.
지하자원이 풍부하나 추운 행성이니만큼 식량 생산에 필수인 농지가 없다.

### 브론테스
브론테스(Brontes)는 스타크래프트 공식 애드온인 ‘반란’(Insurrection)의 배경인 브론테스 IV가 속한 행성계이다.
브론테스는 테란 연방의 13개의 행성 중 가장 중요한 행성이었으나 대전쟁 초기 저그에게 공격받았고 테사다르가 이끄는 프로토스 함대가 맞서지만 결국 저그가 모든 적군을 파괴했고 그 이후의 상태는 알 수 없다.

### 샤일로
- 인구: 테란 인구 2억 5천 5백만 명
- 점령 세력: 테란 자치령
- 직경/중력: 10694km, 0.98 표준치
- 자전축 기울기/기후: 5.8도, 섭씨 +/- 27도, 습도 낮음
- 지형/주요 정착지: 바다 3개, 내륙해 및 대형 호수 4개, 주요 대륙 3개, 주요 정착지 6곳, 소규모 정착지 18곳
- 위성: 비부악 (녹색, 작은 크기, 직경 873km 이상)
- 주요 지형 구분: 온난성 평원/대초원/툰드라
- 주요 생명체: 테란 – 테란 자치령
- 토착 생명체: 굽은뿔두꺼비, 네라트
- 수입품: 금속, 전기 제품, 농기구
- 수출품: 곡물, 농산물, 식수

샤일로는 지하자원이 전무하다시피 할 정도로 부족하여 테란 자치령으로부터 외면을 당하던 곳이지만 다른 풍부한 핵심 행성들이 모두 개발이 완료된 이후에 개척자들이 눈을 돌리기 시작해서 발견된 행성이다. 하지만 드물게 행성 전체가 계절이 규칙적이고 1년 내내 온화한 기후를 가진 이 행성은 농업 행성으로서 가치를 인정받기 시작했다. 지하자원이나 기술 장비, 인구 등 모든 면에서 뒤처진 행성이었던 단점이 오히려 축복되어 우주를 휩쓸고 지나간 전쟁과 침략, 갈등을 모면할 수 있었다.
샤일로는 제임스(짐) 유진 레이너의 출생지로도 유명하며, 비록 다른 행성과는 달리 금속 등 지하자원이 희귀하여 대부분 수입에 의존하지만, 규칙적인 계절에 동물부터 사람까지 거주하기 적합한 기후와 거의 무한에 가까운 식량과 깨끗한 물을 생산할 수 있는 광활한 농지가 개척자들뿐 아니라 부유한 지주들과 농민, 그리고 핵심 행성의 삭막한 일상과 냉혹한 운명에서 벗어나고자 하는 젊은 가족 등 특수 계층의 관심을 끌고 있다. 불행히도 현재는 한층 삼엄해진 자치령 군대의 감시를 받고 있으며 이에 따라 거주민들의 불만은 높아져만 가고 있다.

### 사쿠라스
종족 전체를 아우르는 집단정신 체제인 '칼라'에 합병되기를 거부한 프로토스 암흑 기사단의 조상들이 정착하여 살게 된 행성이다. 아이어가 저그에게 점령당하면서 아이어에 있던 프로토스는 이 행성으로 이주하게 된다.
프로토스는 저그의 공격으로 한때 샤쿠라스를 빼앗길 위험에 처하지만, 아르타니스와 제라툴이 이 행성에 있는 젤나가의 사원 꼭대기에서 우라즈 크리스탈과 칼리스 크리스탈로 에너지를 방출함으로써 샤쿠러스 내의 모든 저그를 처치했다.
주요 도시로는 젤나가 사원을 중심으로 세워진 암흑 기사단의 수도 텔레마트로스와 아이어 프로토스의 임시 수도 뉴 안티오크가 있다.
(텔레마트로스의 파일론을 교란해 텔러마트로스를
혼란에 빠뜨린 뒤 라자갈을 납치한 곳이다.)

### 아이어
- 인구: 저그 50억 개체 이상 추정, 소수 미확인 프로토스 생존자
- 점령 세력: 저그
- 직경/중력: 13,273 km, 0.98
- 표준치자전축 기울기/기후: 18.50도, 섭씨 +/- 30도, 습도 높음
- 지형/주요 정착지: 대륙 5개, 대양 4개, 호수 2,000 개, 산맥 12개(화산 5개), 프로토스 사원 약 38개(파괴됨), 대도시 5곳(파괴됨), 소규모 정착지 2,000곳(파괴됨), 주 저그 군락지 약 65곳, 2차 저그 군락지 약 289곳, 3차 저그 군락지 약 600곳
- 위성: 사알록(백색, 중간 크기, 직경 3,500 km 이상)
- 주요 지형 구분: 밀림/황무지
- 주요 생명체: 저그
- 토착 생명체: (저그 침공 이후 살아남은 생명체 수는 확인 불능)벵갈라스, 칼타르, 콰카이, 롬바드, 마이루어, 옴하라, 프로토스
- 수입품: 없음
- 수출품: 없음

아이어(Aiur)는 울창한 밀림을 지닌 프로토스의 고향 행성이다. 거주 종족 중 젤나가에 의해 진화가 빨라지고 발전한 프로토스만이 고등의 지능을 가지고 있다.
스타크래프트의 이야기 진행 전의 아이어는 프로토스 제국의 정치적, 군사적, 산업적 중심에 있었다. 아이어는 제국 입법권의 본체인 대법관 의회와, 대법관 의회에 의해 통치되는 대의회의 용지였다. 아이어에 지어진 구조물들은 탐사정이 만드는 차원 관문을 통해 목적지로 이송된다.
군대와 선박은 아이어에서 훈련되고 건조되어 싸움터에 있는 워프 관문 건물들을 통하여 전쟁이 있는 먼 행성으로 보내진다. 또한 아이어는 젤나가가 남기고 간 카다린 크리스탈로 인하여, 광범위한 군사 제도와 전초 기지에 사용되는 거대한 사이오닉 에너지장의 원천이기도 하다.
아라크가 통치하는 저그는 아이어를 침공하여 행성 표면을 황폐화한다. 초월체는 자기 스스로를 아이어 표면에 깊숙이 박아 넣는 데 성공한다. 에피소드 3에서 아르타니스의 지휘와 전직 집정관 테사다르의 희생으로 초월체는 파괴되었다.
초월체에 죽음으로 인해 구심점을 잃은 아이어의 저그는 본래의 천성으로 퇴보하여 이성을 잃고 무질서해져 모든 것을 파괴했으며 심지어는 서로를 죽이기까지 시작했다. 프로토스 수뇌부는 최대한 생존자의 샤쿠러스로 대피를 기도하였지만, 일부는 버려졌다. 종극에는 행성 인구의 70%와 대법관 의회가 저그 침공으로 파괴되었다.
스타크래프트 II에서의 아이어는 아직도 황폐한 상태로 개체 수 50억 이상의 저그는 아직도 행성 표면에 산재해 있고, 종족 전쟁 이후 지능의 발달과 고유의 질서 확립으로 서로를 공격하는 짓은 그만두고 생존과 질서를 위해 무리를 지어 공동의 위협에 대처하고 있다. 한편 버려진 일부 소규모의 프로토스 생존자들은 한때 자신들의 도시였던 엄청난 폐허에 집착하고 있다.
행성 아이어는 스타워즈의 유우잔 붕의 침입을 받은 사후의 코러산트의 비참한 모습을 모델로 구상된 것이다.

### 안티가 프라임
안티가 프라임(Antiga Prime)은 과거엔 대부분이 바다였으나 인간들이 개척했을 당시엔 대부분이 육지가 되었기에, 과거 대형 바다생물의 유해 또한 있을 것이라 보인다.
초월체는 그곳에 군락 홀씨를 퍼트렸으며 그곳에서 코랄의 후예들은 테란 남부 동맹과 안티가에 반란을 일으켰고 노라드 II가 저그의 습격으로 추락하였다. 델타 비행전대는 안티가를 포위했으며 코랄의 후예들은 제이콥스에 빼놓은 정신파 발신기 설계도를 토대로 만든 정신파 발신기를 델타 비행전대 기지에 설치하였다.
안티가 프라임의 정신파 발신기에 나오는 사이오닉 에너지는 저그를 불러들였고, 곧 프로토스 함대가 도착해 안티가 프라임을 파괴해 모든 생명체를 소각했으나 테란 군대는 이전에 탈출했다.

### 제루스
항상 아마존과 비슷한 행성으로 주로 기후는 지구의 남아메리카와 비슷하다. 저그의 고향 행성으로 젤나가가 저그의 진화 실험을 했던 행성이다. 심하게 불안한 화산 활동으로 인해 거칠고 흥분된 분위기이며 젤나가의 진화 실험으로 저그가 탄생해 젤나가를 멸망시키게 된다. 이후 초월체의 프로토스 침공을 위해 버려진다. 여기에 남겨진 무리가 훗날 원시저그라고 부르는 독특한 무리로 성장한다.

### 차
- 인구: 저그 100억 개체 이상 추정
- 점령 세력: 저그
- 직경/중력: 10,521 km, 0.91 표준치자전축
- 기울기/기후: 4.1 도, 평균 +/- 48도(최고 800도), 습도 매우 낮음
- 지형/주요 정착지: 화산 칼데라 52개, 돌출 지대 18 곳(모두 화산 지대), 용암 호수 38개, 용암 바다 5개(가변적), 주 저그 군락지 약 150곳, 2차 저그 군락지 약 375 곳, 3차 저그 군락지 약 1029 곳
- 위성: 에리스, 아테 (자줏빛, 소형, 직경 1,000km이상)
- 주요 지형 구분: 화산 지대
- 주요 생명체: 저그
- 토착 생명체: 없음
- 수입품: 없음
- 수출품: 없음

차(Char)는 스타크래프트 대부분이 용암과 화산으로 뒤덮여 있는 행성으로 한때는 테란 연방의 13개 행성 중 하나로 수많은 사람들이 정착해 살아갔으나 10년 후 저그의 대침공으로 차르는 저그의 주 군란 서식지로 악명이 높게 되었다.
그곳에서 프로토스, 테란 간의 전쟁이 벌어졌는데 제라툴이 가름 브루드의 셀레브레이트인 자츠를 살해했으며 UED 함대가 차 행성을 점령하고 새 초월체를 장악했다가 '차 알레프'(차 행성 궤도의 버려진 우주 정거장)에서 일어난 '오메가 전투'(자치령, 댈람, UED vs 저그)에서 케리건이 지휘하는 저그 군단에 패배해 대부분이 전멸했다.
하지만 테란 자치령은 차르 행성에 묻혀있는 풍부한 중금속 자원으로 계속 관심이 있으며 현재 저그는 행성 넓이의 40%에 달하는 굴을 판 것으로 추정되며 현재 주요 저그의 서식 군락은 150곳, 하위 서식 군락은 1,029곳이다.
스타워즈에서 오비완 케노비와 아나킨 스카이워커가 함께 대결을 펼치는 용암 행성 무스타파를 기반으로 구성된 행성이다.

### 차우 사라
차우 사라(Chau Sara)는 코프룰루 구역 최전방에 있는 행성으로 저그는 테란 침공 초기 초월체는 그곳에 군락 홀씨를 퍼트렸고 알파 전대가 반란군들을 처리하고 저그 기지를 공격했다.
하지만 잔존해있는 저그를 완전히 처리하지 못했고, 한 달 뒤 50척으로 구성된 프로토스 함대가 아무런 예고 없이 함포 사격을 가함으로써 행성의 생명체를 모조리 없애 버렸다.

### 코랄
- 인구: 테란 인구 63억 명 이상
- 점령 세력: 테란 자치령
- 직경/중력: 12248km, 0.98 표준치
- 자전축 기울기/기후: 6.2도, 섭씨 +/- 25도, 습도 낮음
- 지형/주요 정착지: 대륙 6개, 주요 바다 2개, 방사능 지역 72곳, 주요 집합 도시 8곳, 주거 지구 5592곳, 산업 지역 1012곳
- 위성: 우르사 (갈색, 작은 크기, 직경 1100km 이상), 카니스 (갈색, 작은 크기, 직경 900km 이상), 좁은 소행성 고리 내 위치
- 주요 지형 구분: 환경 조성을 마친 거대 도시/방사능 사막/황무지
- 주요 생명체: 테란 – 테란 자치령
- 토착 생명체: 스칸티드, 글라이더 호크(외래 정착종), 벵갈라스(외래 정착종), 리나돈(외래 정착종), 성게 도마뱀(외래 정착종), 혈암개(외래 정착종)
- 수입품: 광물, 베스핀 가스, 음식, 살아있는 동물, 사치품
- 수출품: 고급 기술 상품, 군사용 설비, 공학 부품, 미디어, 엔터테인먼트

코랄(Korhal)은 테란의 반란군인 코랄의 후예들이 반란을 일으킨 곳이자 아크튜러스 멩스크의 근거지인 행성으로 수많은 전쟁과 구 연방의 대량 핵미사일 투하로 대부분이 사막으로 변해 식량 생산에 필수인 농사를 지을 수 없는 불모지가 되고 말았다.
테란 연방의 코랄 의원이던 앵거스 멩스크가 독립 선언을 하면서 코랄의 난이 시작되었는데 앵거스는 당시 연방의 유령 요원이었던 사라 케리건에 의해 가족들과 함께 살해당했고 그의 아들 아크튜러스 멩스크가 남은 군대를 이끌고 반란을 일으켰다. 이에 테란 연방이 수도 타소니스에서 1,000개에 달하는 묵시록 급인 핵미사일을 투하해 400만 ~ 3,500만 명의 코랄인들을 전멸시켰다.
현재 사막 곳곳에 파괴된 코랄 반란군의 장비와 건물들이 있으며 멩스크가 테란 연방을 전복시키고 테란 자치령을 선포한 후 10년 동안의 지구화 과정을 통해 수도 아우구스트그라드 등을 건설했다. 이후 브루드워 테란 캠페인에서 UED가 테란 자치령의 수도 행성인 코랄 IV의 수도, 아우구스트그라드를 함락시키고 테란 자치령을 붕괴 직전까지 몰아넣는다.
하지만 그곳에 자리 잡은 케리건의 저그군이 UED를 격파하여 코랄에서 몰아냈고 뒤이어 당시 동맹이었던 자치령 군대와 프로토스 함대까지 공격해 에드먼드 듀크 장군과 프로토스의 치안관인 페닉스가 살해당한다. 케리건이 UED와의 전쟁 중 멩스크와 계약을 맺고 코랄을 반환해 멩스크가 빠른 속도로 행성을 복구시켰다.
그 뒤 스타크래프트 II에서는 자치령 정부의 수도 행성으로 자리매김하나, 레이너 특공대에 언론의 힘 임무로 인해 멩스크가 타소니스 행성 몰락을 부추기는 발언에 의해 타소니스에서 가족을 잃은 코랄에 거주하고 있는 시민들의 폭동으로 현재 혼란이 극심해져 있다.
스타워즈의 코러산트를 모델로 가상한 행성이다.

### 타소니스
- 인구: 테란 인구 7천 명, 저그 개체 미확인
- 점령 세력: 독립 세력
- 직경/중력: 8894 km, 0.96 표준치
- 자전축 기울기/기후: 5.6도, 섭씨 +/- 24도, 습도 낮음
- 지형/주요 정착지: 바다 2개, 내륙해 및 대형 호수 7개, 주 대륙 1개, 주요 집합 도시 12곳(파괴됨), 주거 지구 1572곳(파괴됨), 산업 지역 875곳(파괴됨)
- 위성: 오손, 워딩, 트리즌, 엔더(다양한 색, 모두 작은 크기, 직경 1250km 이상)
- 주요 지형 구분: 황무지/폐허
- 주요 생명체: 테란, 저그
- 토착 생명체: (저그 침공 이후 살아남은 생명체 수는 확인 불능): 성게 도마뱀, 조류, 모컬, 스캔티드
- 수입품: 인력, 음식, 물, 스캐닝 장치, 회수 설비
- 수출품: 고철 회수, 복원 기술, 값비싼 금속

초기 테란의 식민지 중 가장 발전된 식민지였다. 구 테란 연방의 수도였으며, 인구가 20억 명이 넘고 더욱 발전하였으나 멩스크가 이끄는 코랄의 후예 반란군이 침공해 정신파분열기를 설치하면서 저그의 대침공을 받았다. 이에 따라 거의 모든 인구가 전멸당하고 황폐해졌다. 현재 이유를 모르게 저그가 철수하고 남은 7,000명의 사람이 행성을 활성화하는 중이다.

### 타이라도어
타이라도어 항성계는 이전에 테란 연합의 핵심 식민지였으며, 타이라도어 마인드벤더로 알려진 알코올 음료의 원산지다.
이 항성계는 타이라도어 VIII, IX를 포함하고 있으며 두 행성은 쌍성 공전을 하므로 기후가 극단적이다. 타이라도어 9는 초기 저그에 감염되었다가 테란 자치령에 합류했고 자매 행성 타이라도어 8은 무정부주의자 단체들이 테란 자치령을 피해 각종 유물과 물자들을 숨기는 데 사용되었다.

### 아그리아, 마인호프
스타크래프트 II의 미션에서 거주민 임무를 수행할 수 있으며,이곳은 원래 평화로운 농업 행성이지만 저그의 침공으로 인해 이곳의 주민들이 현재 대부분 헤이븐이라는 행성으로 모두 대피하였다.이 중에 아그리아 행성은 본래 켈 모리안 연합의 소유였으며, 히페리온의 무기고 담당인 기술자 '로리 스완'이 이 행성 거주민이었다. 그리고 광산 행성인 마인호프 행성은 저그 바이러스의 창궐로 대피 주민들 일부가 이 바이러스에 감염되었지만, 레이너 특공대로 인해 바이러스 잔재는 모두 소멸하였다.

### 망자의 항구
스타크래프트 II에 나오는 망자의 행성 거주 지구이며,이곳은 무법천지로 악명이 높은 곳이라 밀수업자, 용병부대, 우주 해적들이 날뛰는 그야말로 범법자들과 용병들의 낙원이다. 거의 모든 주 테란 세력들과 적대 관계이지만, 지리적으로 멀리 위치해 독립을 유지한다. 티페르 행성과 그리 멀지 않아 티페르 내 테란족들은 대개 이곳 용병단들의 혜택도 받지만, 종종 우주 해적 군도들에 우주여행선 승객들이 납치당하기도 한다.

### 뉴 폴섬
- 인구: 테란 인구 3천 5백 명
- 점령 세력: 테란 자치령
- 직경/중력: 6391km, 1.3 표준치
- 자전축 기울기/기후: : 3.7도, 평균 섭씨 +/- 51도(최대 섭씨 800도 이상), 습도 매우 낮음
- 지형/주요 정착지: 대륙 4개(다양함), 화산 칼데라 97개, 산맥 9개(모두 화산), 용암호 53개, 용암해 3개(다양함)
- 위성: 수(청색, 작은 크기, 직경 792km)
- 주요 지형 구분: 화산 지대
- 주요 생명체: 테란 – 테란 자치령
- 토착 생명체: 없음
- 수입품: 음식, 물, 탄약, 의약품, 형무소의 교체 부품
- 수출품: 비정제 광석, 광물

스타크래프트 II에 나오는 자치령 반대파들을 냉동 장치에 가두는 악명 높은 정치 수용소 집결 행성이다. 원래 이 행성은 광산 행성이었으나 뉴 폴섬보다 훨씬 광물이 많고 효율적으로 채취할 수 있는 행성이 발견됨에 따라 뉴 폴섬은 일단 폐광되었다. 하지만 이후 위험한 반정부 불순세력 중 죽이기 아깝거나, 널리 알려져서 죽이기 쉽지 않은 이들을 유배 보낼 장소가 필요했던 정부에 의해 뉴 폴섬의 열악한 환경을 이용하여 우주교도소의 역할이 광산 행성의 역할과 동시에 부여되었다. 폐광은 큰 힘을 들이지 않고도 엄중한 보안을 갖춘 형무소로 개조되었으며 게다가 채광을 수행할 무보수 인력이 생긴 덕분에 최소한의 감시 인원과 무인 메카닉 보초 이외에 정부의 손이 필요한 곳은 없었다. 이제 뉴 폴섬은 중요 물질의 원료를 저비용으로 취득하는 알짜 광산과 정치범을 수용하는 고통스러운 형무소로서의 두 가지 목적을 수행할 수 있게 되었다. 또한, 뉴 폴섬에 유배된다는 위협은 반란을 꿈꾸는 수많은 이들의 사기를 꺾어놓기에 충분했다.
이 행성은 고립된 위치와 적대적인 행성환경, 행성 하늘을 뒤덮은 미사일 발사구조물 등으로 인해 탈옥이 사실상 불가능하다. 탈옥하기 위해서는 전투순양함 이상의 거대항모가 필요하며 설령 이런 걸 보유한다 해도 탈옥을 장담할 수 없는 곳이다. 이곳에는 최하급 잡범인 불곰 부대원과 신경 재사회화가 불가능한 사신 부대원들로 채용되는 특수범법자들을 비롯해 자치령에 대항하는 정치가, 예술가들도 같이 수감되어 있다. 또한 가브리엘 토시의 악령부대원 동료들도 이곳 행성에 수감되어 있다. 자치령 뉴스 네트워크에 알려진 바에 의하면 범죄를 저지른 특수 유령요원들도 있다고 한다.
불곰 및 유령요원들뿐만 아니라 주요 정치범 및 중범죄자들을 뉴 폴섬 광산의 노동자로서 수용시킨 상태이며 뉴 폴섬의 광산 노동자는 휴일과 급여가 없는 중노동에 시달리고 있다. 제임스(짐) 유진 레이너의 친구인 타이커스 핀들레이가 한 때 우주 해적짓을 하고 다니다가 붙잡혀서 9년 동안이나 초저온 감금을 당한 곳으로도 유명하다.
하지만 제임스(짐) 유진 레이너의 지원을 받은 가브리엘 토시의 일제 공격에 뉴 폴섬의 방패라 할 수 있는 미사일 발사구조물은 초토화되었으며 이에 따라 다량의 탈옥수가 발생, 50년간 탈옥수 0명을 자랑하던 뉴 폴섬의 전설은 깨져버렸으며 이때부터 뉴 폴섬은 스토리를 거듭하면서 조금씩 붕괴 조짐을 보인다.

### 발할라 행성
스타크래프트 II에 나오는 자치령 병기개발소와 무기고가 밀집한 행성이다. 자치령의 중요한 병기 개발 행성이며 이곳에서 실전 테스트를 거친 차량이나 무기만 수십에 달한다. 이곳에는 자치령 소속의 과학자들이 자치령 군대의 위력 강화를 위해 프로토스 기술을 비롯한 기술개발을 끊임없이 연구함으로써, 결과물들을 자치령 무기 강화에 쓴다. 이 행성은 레이너 특공대의 습격을 받아 파괴 병기 오딘을 탈취당하고, 연이은 파괴 공작에 의해 쑥대밭이 되면서 로키도 파괴당한다. 하지만 자치령은 이 사실을 코랄 행성 임무인 언론의 힘(오딘의 발표 현장)에서야 알게 된다. 발할라는 북유럽 신화에서 천국이라는 의미이다.

### 우모자
- 인구: 테란 인구 21억 명
- 점령 세력: 우모자 보호령
- 직경/중력: 8,543 km, 0.92 표준치
- 자전축 기울기/기후: 15.8도, 섭씨 +/- 22도, 습도 보통
- 지형/주요 정착지: 주요 대륙 4개, 바다 3개, 내륙해 및 대형 호수 23개, 대협곡 5개, 주요 정착지 18곳, 소규모 정착지 103곳, 농경 시설 110곳, 궤도 정거장 41곳
- 위성: 투니스(청색, 작은 크기, 직경 1,000km이상)
- 주요 지형 구분: 목초지/평원
- 주요 생명체: 테란 - 우모잔 보호령
- 토착 생명체: 스케일럿, 활공매 (외래 정착종), 스퀄텍스, 매머드 딱정벌레, 요르벤 말벌
- 수입품: 비정제 광석, 사치품, 의약품, 인력
- 수출품: 가축, 스케일럿 고기, 프램베리, 공산품, 정제 광물, 베스핀 가스

우모자 보호령의 수도 행성으로 코프룰루 지역으로 이동 중이던 테란의 초대형 수송선 4대 중 2대가 착륙한 것을 시발점으로 정착민들이 행성 곳곳으로 퍼져나갔다.
이후 타소니스, 모리아는 연락을 취해 테란 연방을 세우나 점점 영향력을 치우던 연방에 경계를 세우고 연방과 켈-모리안 연합 간의 전쟁(길드 전쟁)을 계기로 연방에서 탈퇴해 비밀리에 아크튜러스 멩스크를 지원했다. 현재 많은 사람들이 테란 자치령의 핍박을 피해 이 행성으로 망명해 인구는 21억 명이다.
스타크래프트 비공식 애듀온인 Celestial Stories와 Legacy of the ConFed, 그리고 Aeon of the Hawk에서 배경으로 주로 등장한다. Dorasida라는 도시가 애듀온 내용상에 등장한다. 애듀온 스토리에 등장하는 비밀조직 E.D.A.S.T.가 활동하는 지역이기도 하다.

## 태양계

### 지구
- 인구: 인구 270억 명(2229년 기준)
- 점령 세력: 지구 집정 연합 (UED)
- 직경/중력: 12,756.270km, 9.780 m/s
- 자전축 기울기/기후: 23.44도, 섭씨 +/- 18도, 습도 매우 낮음
- 지형/주요 정착지: 주

인류 전체의 고향이자 UED의 수도로 인구는 270억(2229년 기준) 이상이며, 코프룰루 구역에서 약 6만 광년 떨어져 있다. 기존의 UED는 UPL이라고 불렸으며 태양계와 여러 항성계를 식민지로 삼고 있다.